# Andriamasinavalona
 (février 2021).
La mise en forme du texte ne suit pas les recommandations de Wikipédia : il faut le « wikifier ».
Les points d'amélioration suivants sont les cas les plus fréquents. Le détail des points à revoir est peut-être précisé sur la page de discussion.
- Les titres sont pré-formatés par le logiciel. Ils ne sont ni en capitales, ni en gras.
- Le texte ne doit pas être écrit en capitales (les noms de famille non plus), ni en gras, ni en italique, ni en « petit »…
- Le gras n'est utilisé que pour surligner le titre de l'article dans l'introduction, une seule fois.
- L'italique est rarement utilisé : mots en langue étrangère, titres d'œuvres, noms de bateaux, etc.
- Les citations ne sont pas en italique mais en corps de texte normal. Elles sont entourées par des guillemets français : « et ».
- Les listes à puces sont à éviter, des paragraphes rédigés étant largement préférés. Les tableaux sont à réserver à la présentation de données structurées (résultats, etc.).
- Les appels de note de bas de page (petits chiffres en exposant, introduits par l'outil «  Source ») sont à placer entre la fin de phrase et le point final[comme ça].
- Les liens internes (vers d'autres articles de Wikipédia) sont à choisir avec parcimonie. Créez des liens vers des articles approfondissant le sujet. Les termes génériques sans rapport avec le sujet sont à éviter, ainsi que les répétitions de liens vers un même terme.
- Les liens externes sont à placer uniquement dans une section « Liens externes », à la fin de l'article. Ces liens sont à choisir avec parcimonie suivant les règles définies. Si un lien sert de source à l'article, son insertion dans le texte est à faire par les notes de bas de page.
- La présentation des références doit suivre les conventions bibliographiques. Il est recommandé d'utiliser les modèles {{Ouvrage}}, {{Chapitre}}, {{Article}}, {{Lien web}} et/ou {{Bibliographie}}. Le mode d'édition visuel peut mettre en forme automatiquement les références.
- Insérer une infobox (cadre d'informations à droite) n'est pas obligatoire pour parachever la mise en page.

Pour une aide détaillée, merci de consulter Aide:Wikification.
Si vous pensez que ces points ont été résolus, vous pouvez retirer ce bandeau et améliorer la mise en forme d'un autre article.
 (février 2021).
Si vous disposez d'ouvrages ou d'articles de référence ou si vous connaissez des sites web de qualité traitant du thème abordé ici, merci de compléter l'article en donnant les références utiles à sa vérifiabilité et en les liant à la section « Notes et références ».
Andriamasinavalona fut roi de l'Imerina vers 1675 jusque vers 1710. Il est célèbre pour avoir agrandi le territoire occupé par les Mérinas.

## Jeunesse et accession au trône
Andriamasinavalona est né dans la capitale historique mérina d'Alasora, fils du roi Andriantsimitoviaminandriandehibe et de son épouse Rampanambonitany. Il porte alors le titre de prince Andrianjakanavalondambo.
Il devient prince d'Alasora à la mort de son père en 1670 ; son frère aîné, Andrianjaka Razakatsitakatrandriana (en), devient roi. Ce dernier est déposé en 1675 et Andriamasinavalona monte alors sur le trône d'Imerina. Le roi déchu s'enfuit au royaume de Sakalava à l'ouest et tentera sans succès d'y trouver un soutien militaire pour regagner le trône.
Deux traditions royales durables ont émergé à Imerina à la suite de la lutte pour le pouvoir entre Andriamasinavalona et son frère aîné. Certaines versions de l'histoire orale décrivent un combat entre leurs armées à Ambohibato duquel Andriamasinavalona est sorti victorieux. Il érige alors une pierre commémorative sur le site de la bataille qu'il nomma Ankazonorona, du nom du site où les rois nouvellement intronisés se tiennent pour recevoir leur première hasina (en) (hommage, affirmation d'autorité) de leurs sujets. Andriamasinavalona a également introduit la pratique du rassemblement ses sujets afin de les consulter et obtenir leur accord avant de prendre certaines décisions. Cette pratique a été poursuivie par les dirigeants ultérieurs à Imerina.

## Royaume
Son royaume était limité :
- au Nord par le bassin de la rivière Sahasarotra (affluent de la Mananara) ;
- à l’Est, par la lisière de la forêt vierge qui  borde la première falaise orientale sur une distance de 150 km environ, du Nord au Sud ;
- au Sud, par la rivière Rangaina, affluent gauche de l’Onive (en), qui va se jeter  dans le fleuve Mangoro ; au-delà, il y avait la forêt ;
- à l’Ouest par les sommets de la chaîne montagneuse de l’Ankaratra et la rivière Ombifotsy, un des affluents de l’Ikopa, séparant l’Imerina de l’Imamo.

Il nomma son royaume : « Ankibonimerina » (le ventre ou nombril ou foyer de l’Imerina).
Le royaume comprenait quatre régions :
- l’Avaradrano, de la rive droite de l’Ikopa jusqu’au bassin de la Sahasarotra au Nord ;
- le Marovatana, de l’Ouest de Betsimitatatra jusqu’à la rivière Ombifotsy, limitrophe de l’Imamo, et la rivière Moriandro, limitrophe de Vonizongo, région où régnaient la descendance d’Andrianentoarivo comme menakely (fief) mais tributaire de plusieurs impôts envers le roi d’Antananarivo ;
- l’Imerina Atsimo (Sud), dit aussi l’Ambodirano, (bassin gauche de la rivière Sisaony jusqu’à son confluent avec l’Ikopa) ;
- le Vakinisisaony (bassin droite de la rivière Sisaony partant de la rive gauche de l’Ikopa jusqu’à l’Onive (Rangaina et Tsinjoarivo).

À l'époque, une telle surface territoriale (correspondant grosso modo, à l’actuelle région d’Analamanga) était considérée comme immense, car le déplacement entre les différentes localités  se comptait en jours, ou en mois, toujours à pieds ou à dos d’homme (l’utilisation du filanjana n’est pas attestée).
L’objectif de la politique d’extension d’Andriamasinavalona était d’unir sous son seul pouvoir l’ensemble du territoire censé être occupé par des Mérinas, afin d’en rayer les conflits inter-claniques et de raffermir la solidarité merina pour assurer la sécurité de la population face aux attaques des tribus non-merina périphériques.
La conquête et la soumission de ces territoires s’étaient réalisées par la politique de « fihavanana » et par l’alliance matrimoniale du mariage : ce procédé est illustré par la soumission du roi d’Ifanongoavana Andriampanarivofoinamanjaka, qui céda son royaume d’Amoronkay en contrepartie de devenir le beau-frère du roi Andriamasinavalona et membre de la famille royale. Ceci explique le grand nombre des épouses (12) du roi.
À cause de l’étendue du territoire et sous la pression des engagements pris dans les accords (verbaux, car un grand roi se devait de respecter la parole donnée), Andriamasinavalona a pris des dispositions pour harmoniser la gouvernance de son royaume en appliquant avant la lettre le système de décentralisation du pouvoir.

## Famille et descendants
Andriamasinavalona a épousé douze femmes et eu neuf fils et une fille.
Les enfants de quatre de ses épouses dirigèrent leurs propres royaumes: Ratompoindroandriana a donné naissance à Andriantsimitoviaminiandriana Andriandrazaka à Ambohimanga ; Ramananandrianjaka a donné naissance à Andriantomponimerina à Ambohidratrimo; Ramananimerina a eu son fils Andrianjakanavalona à Antananarivo ; et Rasolomanambonitany eu Andrianavalonimerina près d'Ambohitrabiby.
Les enfants de quatre autres épouses renoncèrent à toute prétention au trône: Andriamborosy et Rafaralahimandjaka, nés à Renilambo à Ambohidrapeto; Andriantsilavo, né à Ranavalona à Anosimanjaka; Andrianavalona, né à Rakalafohy à Isoraka; et Andriankotofananina, née à Reninandriankotofananina à Anosipatrana.
Les enfants de quatre autres épouses, ayant aussi renoncé à toute prétention au trône, ont été anoblis.
Il n'eut pas d'enfants avec quatre épouses, Ralanimboahangy, Raseranolona, Ranavalotomponimerina et Ramanamabahoaka. Cette dernière a adopté une fille nommée Andriamanitrinitany. Elle vécue avec sa mère adoptive à Ambohipeno et est décédée sans enfants, bien qu'elle ait également adopté un enfant nommé Ramasina, probablement le fils de sa sœur.

## Prestiges, privilèges et interdits à l’ordre des Andriamasinavalona
Les gens de l’ordre des « Andriamasinavalona »ont bénéficié de beaucoup des faveurs et prestiges et non moindre d’interdits les distinguant des autres « havanandriana » et de la population « ambaniandro ou vahoaka ».
En plus des prestiges et des avantages plus ou moins financiers accordés à l’ensemble des « havanandriana », seuls les andriamasinavalona ainsi que les andriantompokoindrindra d’Ambohimalaza ont droit d’ériger, à titre distinctif, une « tranomanara » (maisonnette froide) sur le tombeau ; celle des Andriamanjaka et de ses proches s’appellent « tranomasina » (maisonnette sacrée). Les trois classes, zazamarolahy, andriamasinavalona, andriantompokoindrindra furent donc dénommés «  ny Terak’Ifohiloha » (les descendants de ceux qui ont droit à la maisonnette à courtes cornes ou à pignons assez bas) sur leur tombeau.
La personne seule de l’ordre des zanakandriana et zazamarolahy, peut avoir le titre et le droit d’être « tompombodivona » (seigneur d’une cité) et celle de l’ordre des andriamasinavalona d’être « tompomenakely » (seigneur d’un fief) ; dans leurs fiefs ou lieux de résidence respectifs, ils ont le droit :
- de posséder une kianja, (une grande place), une « vatomasina ( un pierre dite sainte en guise d’autel pour le sacrifice dans l’enceinte de leur résidence;
- de planter dans leur residence les arbres symboliques « amontana et aviavy »;
- de procéder au sacrifice du bœuf au moment du « fandroana »;
- d’être juge lors de l’administration de l’épreuve à l’ordalie (mpanozon-doha) et d’officier le rituel de serment (velirano);
- d’officialiser l’acte d’adoption ou du rejet à propos des enfants de ses sujets;
- de juger les conflits ou autres délits de ses sujets du fief sauf les fautes relatives aux 12 crimes capitaux (heloka 12 mahafaty);
- de percevoir pour son compte la plupart des impôts et taxes dus (hajia, harompotsy, tongoamionkona, etc.) auprès de leurs sujets « menakely-folovohitra et bemihisatra);
- ils ne doivent pas entrer dans une demeure où il y a un mort (tsy miditra am-paty); il leur est interdit de manger de la viande destinée à des funérailles (tsy mihinan-kena ratsy); (non exigible pour les autres andriana).
- après leur décès, on ne procède plus au retournement de leurs cendres (tsy avadika): (non exigible pour les autres andriana);
- en cas de leur exécution à mort après condamnation, on ne leur verse pas le sang par des fers; sa mise à mort se faisait par strangulation avec du lambalandy (toile de soie); on les lie avec des fibres végétales et non avec des fers (Tsy maty manota).

Le nombre  des avantages sus énumérés apparemment exorbitants octroyés aux «andriamasinavalona » leur ont souvent entraîné des ressentiments négatifs, rancœur, jalousie, haine de la part des autres classes havanandriana et d’une frange de la population roturière ; mais il y avait aussi des andriamasinavalona qui ont su bien exploiter leurs avantages acquis pour le bien de leurs sujets-menakely; bon nombre d’entre eux (« mainty ») ont toujours manifesté un grand attachement à leur maître. 
En résumé, l’ordre de classement des « havanandriana » créé par Ralambo fut, 100 ans plus tard, réaménagé par Andriamasinavalona; il a placé sa descendance « les zazamarolahy » « les andriamasinvalona » au 1er et 2e classe, devant les « andrianteloray ».
Ce réaménagement sera confirmé 100 ans plus tard par Andrianampoinimerina selon l’ordre de préséance suivant :
1. les Zazamarolahy et/ou les Zanakandriana (déclassés)
2. les Andriamasinavalona,
3. les Andriatompokoindrindra,
4. les Andrianamboninolona,
5. les Andriandranando,
6. les Zanadralambo et les Zanadralambo amin’Andrianjaka.

Il est entendu que chaque classe comporte encore et toujours des sous-classes ou des sous-groupes innombrables par clans familiaux pour former l’ensemble des « havanadriamanjaka » ou « andriana ». (En 1840, on a pu recenser 60 groupes familiaux dans la classe des Andriamasinavalona).

## Mort et héritage

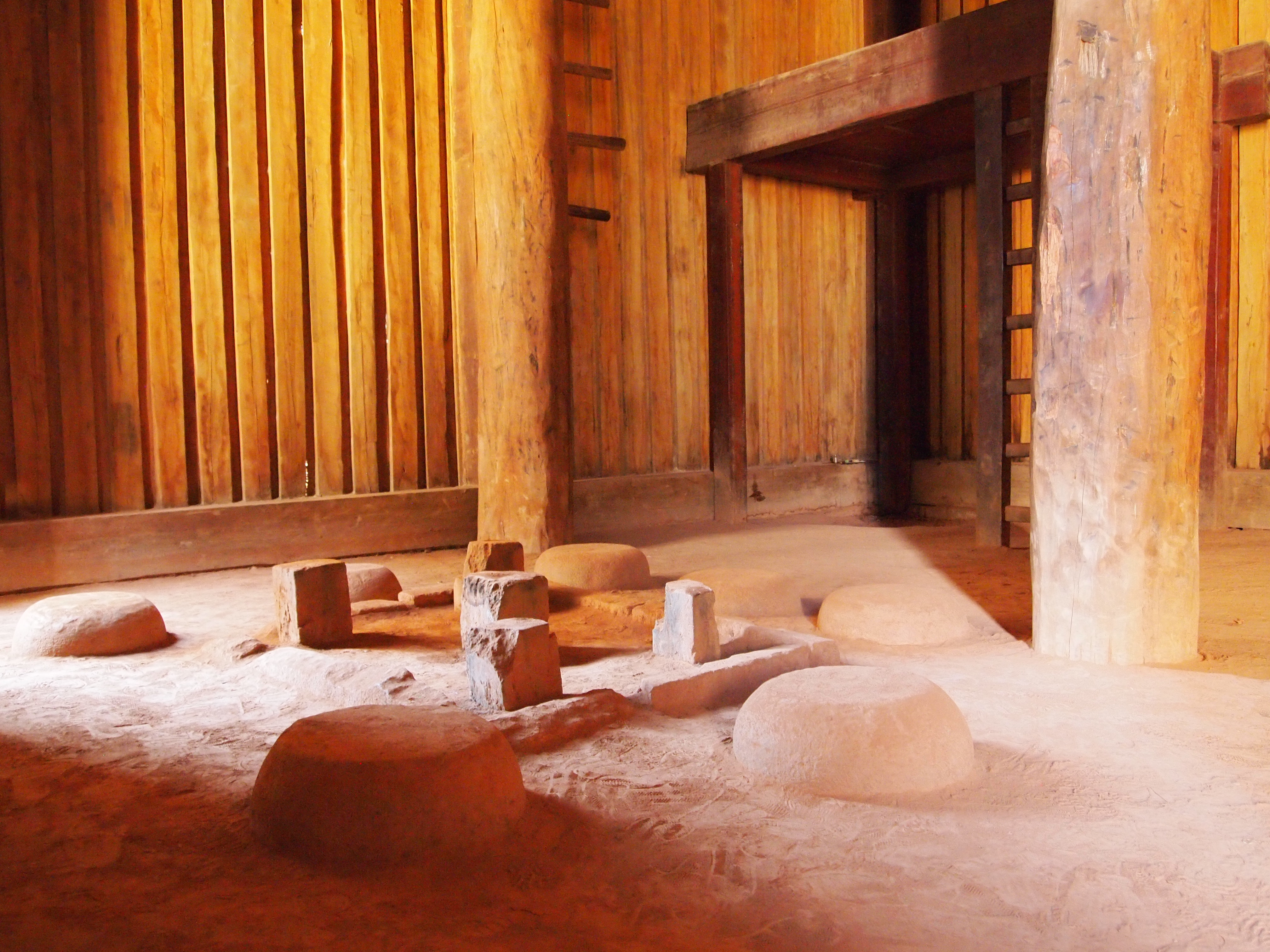
Andriamasinavalona est mort en tombant de son lit surélevé (à droite).

Andriamasinavalona meurt en 1710, poussé par inadvertance du lit surélevé où il dormait par une de ses épouses, Rasolomananambonitany. Il a été enterré dans les tombes royales situées à la Rova d'Antananarivo. En opposition aux volontés d'Andriamasinavalona, ses fils abandonnent le concept d'unité et se combattent dans le but d'agrandir leurs propres royaumes. À la suite de ces affrontements, Imerina se fragment et est en proie à des conflits pendant 77 ans, jusqu'à ce que le royaume soit à nouveau uni sous le règne d'Andrianampoinimerina (1787–1810).
Le règne d'Andriamasinavalona reste dans les mémoires à Madagascar comme un âge d'or de prospérité, de justice, d'abondance et d'harmonie. Il est décrit dans les histoires orales comme un politicien talentueux et un dirigeant gentil et juste. Son nom est souvent invoqué traditionnellement en Imerina pour rendre hommage aux ancêtres ou faire un engagement contraignant. Au sujet de l'héritage d'Andriamasinavalona, Ellis (1832) remarque: « Le caractère de ce chef est tenu dans la plus haute vénération et estime. On dit qu'il a exercé un grand soin sur son district et qu'il a apporté de nombreuses améliorations importantes. Sa mémoire, ses lois et les coutumes sont toujours tenues dans le plus grand respect, et son nom est toujours mentionné dans les kabarys publics avec une certaine révérence »".